# Megistogastropsis invita
Megistogastropsis invita är en tvåvingeart som först beskrevs av Walker 1861.  Megistogastropsis invita ingår i släktet Megistogastropsis och familjen parasitflugor. Inga underarter finns listade i Catalogue of Life.